# يو إف سي ليلة القتال: بورنس ضد برادي
يو إف سي ليلة القتال: بورنس ضد برادي (بالإنجليزية: UFC Fight Night: Burns vs. Brady)‏ هو حدث لفنون القتال المختلطة ستُنظمته يو إف سي، سيُقام في 7 سبتمبر 2024، على يو إف سي أبيكس في إنتربرايز، نيفادا، وهي جزء من منطقة لاس فيغاس الحضرية، الولايات المتحدة.